# NGC 3038
NGC 3038 est une vaste galaxie spirale située dans la constellation de la Machine pneumatique. NGC 3038 a été découverte par l'astronome américain Lewis Swift en 1886.

## Caractéristiques
Sa vitesse par rapport au fond diffus cosmologique est de 3 105 ± 22 km/s, ce qui correspond à une distance de Hubble de 45,8 ± 3,2 Mpc (∼149 millions d'al).
À ce jour, 18 mesures non basées sur le décalage vers le rouge (redshift) donnent une distance de 35,989 ± 4,866 Mpc (∼117 millions d'al), ce qui est à l'extérieur de la distance de Hubble. Notons cependant que c'est avec la valeur moyenne des mesures indépendantes, lorsqu'elles existent, que la base de données NASA/IPAC calcule le diamètre d'une galaxie et qu'en conséquence le diamètre de NGC 3038 pourrait être d'environ 64,8 kpc (∼211 000 al) si on utilisait la distance de Hubble pour le calculer.
La classe de luminosité de NGC 3038 est II et elle présente une large raie HI. Elle renferme également des régions d'hydrogène ionisé.

## Groupe de NGC 3038
La galaxie NGC 3038 est la plus grosse galaxie d'un groupe de galaxies d'un groupe qui porte son nom. Outre NGC 3038, le groupe de NGC 3038 compte au moins 5 autres galaxies : NGC 3087, NGC 3120, IC 2532, ESO 373-21 et ESO 373-26.